# فرودگاه وینکل بار
فرودگاه وینکل بار  (به انگلیسی: Winkle Bar Airport)  یک فرودگاه خصوصی   است که یک باند فرود چمن دارد و طول باند آن ۲۷۴ متر است. این فرودگاه در  کشور ایالات متحده آمریکا قرار دارد و در ارتفاع ۱۳۷ متری از سطح دریا واقع شده است.